# Шавдатуашвили, Лаша
Лаша Геннадиевич Шавдатуашвили (груз. ლაშა გენადის ძე შავდათუაშვილი, 31 января 1992 года, Гори, Грузия) — грузинский дзюдоист, чемпион и призер Олимпийских игр. Двукратный чемпион мира, неоднократный чемпион и призёр чемпионатов Европы в личном и командном первенствах. Обладатель 2-го дана.

## Биография
Родился в 1992 году.
В 2010 году победил на турнире Iliadis Cup среди юниоров до 20 лет, занял третье место на чемпионате Грузии среди юниоров до 20 лет, завоевал Кубок Европы среди юниоров в Праге. В 2011 году был вторым на турнире Iliadis Cup среди юниоров, третьим на чемпионате мира среди юниоров, победил среди юниоров на чемпионате Грузии, чемпионате Европы, розыгрыше Кубка Европы. На чемпионате Грузии среди взрослых завоевал «бронзу». В 2012 году стал выступать только среди взрослых, завоевал Кубки мира на турнирах в Тбилиси и Праге и Буэнос-Айресе, был третьим на турнире IJF Grand Slam. На чемпионате Европы в личном первенстве был только третьим, но стал чемпионом Европы в командном первенстве.
Выступал на Олимпийских играх 2012 года, в категории до 66 килограммов боролись 36 дзюдоистов. Спортсмены были разделены на 4 группы, из которых четыре дзюдоиста по результатам четвертьфиналов выходили в полуфиналы. Проигравшие в четвертьфинале встречались в «утешительных» схватках и затем с потерпевшими поражение в полуфиналах, и по этим результатам определялись бронзовые призёры.
Перед началом соревнований Лаша Шавдатуашвили не рассматривался в числе явных фаворитов. Но дзюдоист показательно провёл первые четыре схватки, демонстрируя разнообразную технику, все их закончил досрочно чистой победой. В финале молодой грузинский дзюдоист встречался с опытным венгром Миклошем Унгвари, трёхкратным чемпионом Европы, и сумел провести зацеп изнутри, оцененный в юко, чего хватило для победы.
| Круг  | Соперник         | Страна         | Итог   | С оценкой                      | Продолжительность |
| ----- | ---------------- | -------------- | ------ | ------------------------------ | ----------------- |
| 1/16  | Алехандро Зунига | Чили           | Победа | иппон (Кубэ наги)              | 1:49              |
| 1/8   | Давид Лярош      | Франция        | Победа | иппон (Тэ Гурума)              | 1:06              |
| 1/4   | Колин Оатс       | Великобритания | Победа | иппон (неопределённая техника) | 1:36              |
| 1/2   | Масаси Эбинума   | Япония         | Победа | иппон (Суми Гаэси)             | 2:11              |
| Финал | Миклош Унгвари   | Венгрия        | Победа | юко (О-Ути Гари)               | 5:00              |

В 2012 году также победил на классификационном турнире IJF. 2013 год начал с пятого места на международном турнире в Дюссельдорфе, затем стал чемпионом Европы как в личном, так и в командном первенстве, а на чемпионате мира смог завоевать «золото» лишь в команде. В 2014 году перешёл в более тяжёлую весовую категорию до 73 килограммов. Был вторым на турнирах Гран-при в Тбилиси и Будапеште, завоевал бронзовую медаль на командном чемпионате мира в Челябинске, лишь седьмым на Гран-при в Астане, завоевал серебряную медаль на чемпионате Грузии. В 2015 году победил на турнире European Open в Риме и был третьим на Гран-при в Тбилиси.
На Олимпийских играх 2016 года выступал в категории до 73 килограммов, в которой было заявлено 35 дзюдоистов. Регламент олимпийского турнира по дзюдо был таким же, как и 4 года назад.
Грузинский дзюдоист достойно выступил на Играх, выиграв 4 схватки из 5. Уступив только фавориту турнира японцу Сёхэю Оно, причём был единственным, кто не проиграл японцу досрочно, Лаша Шавдатуашвили завоевал бронзовую медаль.
| Круг               | Соперник            | Страна         | Итог      | С оценкой               | Продолжительность |
| ------------------ | ------------------- | -------------- | --------- | ----------------------- | ----------------- |
| 1/16               | Магдиэль Эстрада    | Куба           | Победа    | иппон (Харай Макикоми)  | 2:42              |
| 1/8                | Чхамара Репиялладже | Флаг Шри-Ланки | Победа    | иппон (О-Ути Гари)      | 2:44              |
| 1/4                | Сёхэй Оно           | Япония         | Поражение | вадза ари (Коси Гурума) | 5:00              |
| Утешительная       | Денис Ярцев         | Россия         | Победа    | иппон (Суми Отоси)      | 2:11              |
| Финал за 3-е место | Саги Муки           | Израиль        | Победа    | иппон (Косото Гакэ)     | 3:16              |

В ноябре 2020 года на чемпионате Европы в чешской столице, Лаша смог завоевать серебряную медаль турнира. В финале он уступил спортсмену из Молдавии Виктору Стерпу.
В июне 2021 года на чемпионате мира, который состоялся в столице Венгрии, в Будапеште, грузинский спортсмен завоевал золотую медаль в весовой категории до 73 кг, став двукратным чемпионом мира, победив в финале спортсмена из Швеции Томми Масиаса.
В 2021 году завоевал серебряную медаль Олимпиады.
| Круг  | Соперник              | Страна           | Итог      | С оценкой                      | Продолжительность |
| ----- | --------------------- | ---------------- | --------- | ------------------------------ | ----------------- |
| 1/16  | Гийом Шен             | Франция          | Победа    | вадза-ари (Иппон Сэойнагэ)     | 4:00              |
| 1/8   | Аден Александр Хусейн | Джибути          | Победа    | вадза-ари (Ути Мата)           | 4:00              |
| 1/4   | Артур Маргелидон      | Канада           | Победа    | иппон (Оути Гари)              | 6:21              |
| 1/2   | Ан Чан Рим            | Республика Корея | Победа    | иппон (хансоку-макэ)           | 8:37              |
| Финал | Сёхэй Оно             | Япония           | Поражение | вадза-ари (Сасаэ Цурикоми Аси) | 9:25              |

## Награды
В мае 2018 года в числе 23-х олимпийских чемпионов из Грузии, выступавших на Играх в разные годы, был награждён Президентским орденом «Сияние».